# La joya de las siete estrellas

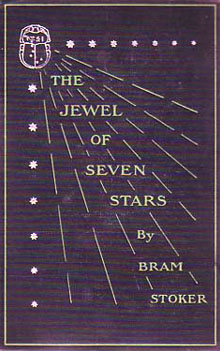
Portada de la primera edición de la novela "La joya de las siete estrellas", de Bram Stoker (1903).

La joya de las siete estrellas (en inglés: The Jewel of Seven Stars) es una novela de terror de Bram Stoker publicada en 1903. La historia narrada en primera persona relata las experiencias de un joven abogado londinense, a partir de su relación con una joven y su padre arqueólogo.
 En el momento de su publicación despertó el interés del público, especialmente el interesado en cuestiones mágicas o misteriosas, pero su trascendencia no alcanzó la lograda por la famosa novela epistolar Drácula.

## Sinopsis
En esta obra, Bram Stoker cuenta la historia de un arqueólogo, Abel Trelawny, cuyo objetivo es la resurrección de la reina Tera, una antigua gobernante de Egipto con poderes ancestrales. Al ser atacado por una fuerza misteriosa entra en un trance que lo deja inconsciente, por lo que su hija Margaret y el abogado Malcolm Ross se deben encargar de protegerlo hasta que se recupere. A lo largo de toda la historia se desarrolla gran tensión entre los personajes; ninguno sabe cuáles eran las intenciones del señor Trelawny hasta que despierta y les cuenta la historia verdadera, sus intenciones y el experimento que deben realizar para deshacerse de esa extraña fuerza misteriosa que lo atacó en reiteradas ocasiones.
La historia comienza con la petición de auxilio que Margaret Trelawny dirige a Malcolm Ross, a raíz de una agresión violenta sufrida por su padre, el renombrado egiptólogo Abel Trelawny. La situación que inicialmente se presenta como una intriga policial, en el marco previsible de una residencia señorial londinense, comienza a adquirir ribetes inquietantes, a partir de las indicaciones que el Sr. Trelawny ha dejado en una carta.

La momia de una reina egipcia y su resurrección, los objetos de la escena, los olores, los sonidos, son las formas en las que la magia y el misterio invaden la escena y atraviesan las acciones de los personajes.

## Personajes
Los personajes centrales de la historia son:
- Malcolm Ross: Abogado londinense, que relata la historia. Enamorado de Margaret Trelawney.
- Margaret Trelawney: Hija de Abel Trelawny
- Abel Trelawny: Egiptólogo y coleccionista, concentrado en la indagación de los misterios y conocimientos antiguos egipcios
- Eugene Corbeck: Egiptólogo que colabora con Abel Trelawny en sus investigaciones
- Doctor Winchester: Joven médico inglés, que se ve involucrado en el desarrollo de la historia

## Contexto histórico
Hacia fines del siglo XIX y principios del siglo XX la egiptología había adquirido en Londres un impulso que superando los ámbitos científicos alcanzó a las artes y a la sociedad en su conjunto. El libro de memorias de viaje "Mil millas Nilo arriba" de Amelia Edwards publicado en 1876 resultó un éxito de ventas que impulsó la creación años después de la Egypt Exploration Society, cuyo objeto fue la investigación arqueológica en Egipto y la divulgación de los hallazgos.

## Ediciones
Algunas de las ediciones en castellano de la obra fueron:
- 1936. La Novela Aventura. Ediciones Hymsa (España).
- 1984. Círculo del Crimen. Forum (España). ISBN 978-84-7574-223-6.
- 1987 y 2009. Montesinos (España). ISBN 978-84-7639-054-2.
- 1997 y 2006. Ediciones B (España). ISBN 978-84-406-7638-2.
- 1997 y 2006. Siruela (España). ISBN 978-84-7844-349-9.
- 2016. Alianza (España). ISBN 978-84-9104-226-6.